# Jaume Creus i Martí
Jaume Creus i Martí (Mataró, 1760 — Tarragona, 1825) fou un religiós i polític català. Estudià al Seminari de Barcelona, on fou professor, i exercí de rector a la Garriga. Posteriorment es doctorà en teologia a la Universitat de Cervera i va obtenir plaça de canonge doctoral a la Seu d'Urgell.
Quan esclatà la guerra del Francès fou nomenat president de la Junta Provincial de Catalunya i el 23 de febrer de 1810 fou elegit diputat a les Corts de Cadis. Tot i que era obertament tradicionalista i partidari de l'absolutisme va votar per la sobirania nacional i va ser un dels signants de la Constitució espanyola de 1812. Va formar part de la comissió encarregada d'elaborar el projecte del Reglament Interior de les Corts Espanyoles i va ser nomenat President de les Corts del 24 de juny al 23 de juliol de 1811, de manera que hagué d'intervenir davant la Regència del Regne. Juntament amb Felip Aner d'Esteve va proposar que la presidència de la Regència s'ostentés per torns, i va votar en contra del nomenament del duc de Wellington com a cap de les tropes peninsulars que lluitaven contra Napoleó I.
De 1815 a 1820 fou nomenat bisbe de Menorca, on ja va mostrar les seves idees absolutistes encapçalant l'actuació de l'episcopat català contra la Constitució de 1812. El 1820 fou promogut a l'arquebisbat de Tarragona, però les noves autoritats del trienni liberal, a partir de les denúncies formulades per l'ajuntament de Reus, s'oposaren al seu nomenament, en ser l'exponent de l'actitud contrarevolucionària del clergat. El 1821 es va incorporar a la Regència d'Urgell, que va presidir juntament amb el marquès de Mataflorida i el baró d'Eroles. Quan el 1823 fou restaurat l'absolutisme de Ferran VII pogué prendre possessió de l'arquebisbat.